# King Mob
King Mob byla anglická rocková hudební superskupina. Založili ji v roce 2011 dva členové skupiny Sharks, zpěvák Steve Parsons a kytarista Chris Spedding. Dvojice si sehnala dva dočasné spoluhráče (ne členy kapely) – baskytaristu Guye Pratta a bubeníka Andyho Newmarka, s nimiž nahráli čtyři písně. Dalšími právoplatnými členy se později stali bubeník Martin Chambers ze skupiny The Pretenders, kytarista přezdívaný Sixteen a baskytarista Glen Matlock ze Sex Pistols. Své první album, nazvané Force 9, kapela vydala v říjnu 2011, následovalo turné. Kapela plánovala nahrát další alba a odehrát další turné, ale v září 2012 byl oznámen její rozpad. Místo Matlocka ve skupině od ledna 2012 hrál Toshi Ogawa. Parsons po rozpadu King Mob působil ve skupině The Presence LDN a později se Speddingem obnovil Sharks.